# Отрадное (Баштанский район)
Отрадное (укр. Одрадне) — село в Баштанском районе Николаевской области Украины.
Основано в 1782 году. Население по переписи 2001 года составляло 13 человек. Почтовый индекс — 56143. Телефонный код — 5158. Занимает площадь 0,13 км².

## Местный совет
56143, Николаевская обл., Баштанский р-н, с. Плющевка, ул. Центральная, 44